# Gordon Downie
Gordon Downie (n. 3 martie 1955, Wisconsin, SUA) este un înotător ce a reprezentat Regatul Unit al Marii Britanii și al Irlandei de Nord, medaliat olimpic. A participat la o ediție a Jocurilor Olimpice (1976) în care a câștigat o medalie de bronz.

## Participări
Lista de mai jos prezintă principalele competiții la care a participat Gordon Downie de-a lungul carierei.
- swimming at the 1976 Summer Olympics – men's 4 × 200 metre freestyle relay[*]